# F・W・クロフツ
フリーマン・ウィルス・クロフツ（Freeman Wills Crofts, 1879年6月1日 - 1957年4月11日）は、アイルランド生まれのイギリスの推理作家。リアリズムを重視した一連の推理小説で知られる。

## 経歴
1879年にアイルランドのダブリンに生まれる。英国陸軍の軍医だった父親の死後、母親の再婚相手がダウン県の教会の大執事だったため、アルスター地方で育つ。その後、当地で鉄道技師となり、33歳で結婚したが、40歳の時に病で入院する。その療養後に手慰みに書いた処女作『樽』（1920年発表）で名声を博し、推理作家への仲間入りを果たした。毎年1作ずつ新作を発表し、50歳まで本業の技師を続けるが、体調悪化により退職する。その後はロンドン近郊に転居して作家専業になり、英国芸術学士院の会員になった。

## 作風
推理小説の犯罪解明法を「アリバイくずし」に軸をおいた点で注目されることが多いが、密室殺人を扱ったものや冒険小説的色彩が強いものなどもある。共通して言えることは、探偵が決して天才的ではなく、地道に捜査を続けていく「足の探偵」ということである。それゆえ、クロフツの小説は「リアリズム推理小説」と呼ばれることがある。テンポが遅いためしばしば退屈と評されることがあるが、日本においては戦前からS・S・ヴァン・ダインらとともに人気を集めていた。
『樽』は処女作にして最上の作品として評価されるほか、倒叙推理小説も発表し、特に長編『クロイドン発12時30分』は倒叙の三大傑作のひとつとして名高い。5作目の長編『フレンチ警部最大の事件』からは探偵ジョジフ・フレンチ警部（後に首席警部→警視→主任警視に昇進）が登場し、以後、シリーズ探偵として有名になった。推理小説以外では新約聖書の四福音書を伝記風にまとめた作品がある。

## 著作一覧
邦題は、各作品の最新の訳題に拠った。

### 長編
- 1920年 『樽』（The Cask）
- 1921年 『ポンスン事件』（The Ponson Case）
- 1922年 『製材所の秘密』（The Pit-Prop Syndicate）
- 1923年 『フローテ公園の殺人』（The Groote Park Murder）

```
＊以下の全長編にフレンチ警部が登場するが、先行の四作のうち、スコットランド・ヤードが関係しない『フローテ公園の殺人』以外については、登場人物の再登場や言及がある。
```

- 1925年 『フレンチ警部最大の事件』（Inspector French's Greatest Case）
- 1926年 『フレンチ警部とチェインの謎』（Inspector French and the Cheyne Mystery）
- 1927年 『スターヴェルの悲劇』（Inspector French and the Starvel Tragedy）
- 1928年 『海の秘密』（The Sea Mystery）
- 1929年 『フレンチ警部と紫色の鎌』（The Box Office Murders）
- 1930年 『マギル卿最後の旅』（Sir John Magill's Last Journey）
- 1931年 『英仏海峡の謎』 （Mystery in the Channel）
- 1932年 『二つの密室』 （Sudden Death）
- 1932年 『死の鉄路』 （Death on the Way）
- 1933年 『ホッグズ・バックの怪事件』 （The Hog's Back Mystery）
- 1934年 『クロイドン発12時30分』（The 12.30 from Croydon）
- 1934年 『サウサンプトンの殺人』 （Mystery of Southampton Water）
- 1935年 『ギルフォードの犯罪』 （Crime at Guildford）
- 1936年 『ヴォスパー号の遭難』 （The Loss of the Jane Vosper）
- 1936年 『船から消えた男』（Man Overboard!）
- 1937年 『フレンチ警部と漂う死体』（Found Floating）
- 1938年 『シグニット号の死』（The End of Andrew Harrison）
- 1938年 『フレンチ警部と毒蛇の謎』（Antidote to Venom）
- 1939年 『フレンチ警部の多忙な休暇』（Fatal Venture）
- 1940年 『黄金の灰』（Golden Ashes）
- 1941年 『山師タラント』（James Tarrant, Adventurer）
- 1941年 『蜘蛛と蠅』（The Losing Game）
- 1942年 『チョールフォント荘の恐怖』（Fear Comes to Chalfont）
- 1943年 『二重の悲劇』（The Affair at Little Wokeham）
- 1945年 『見えない敵』（Enemy Unseen）
- 1946年 『列車の死』（Death of a Train）
- 1947年 『少年探偵ロビンの冒険』（Young Robin Brand, Detective） - 児童ミステリ。
- 1951年 『フレンチ警視最初の事件』（Silence for the Murderer）
- 1956年 『フレンチ油田を掘りあてる』（French Strikes Oil）
- 1957年 『関税品はありませんか？』（Anything to Declare?）

### 短編集
- 1947年 『殺人者はへまをする』（Murderers Make Mistakes）
- 1955年 『クロフツ短編集1』（Many a Slip）
- 1956年 『クロフツ短編集2』（The Mystery of the Sleeping Car Express）
- 2020年 『F・W・クロフツ単行本未収録作品集』 - 同人誌。日本で独自に編纂。
- 2021年　The 9.50 Up Express and Other Stories

### 短編集未収録作品
以下、特記なき作品は「フレンチ警部シリーズ」である。
- 1938年 "Who Killed Cock Robin?" - セルフパロディの掌編。
- 1939年 「マッチのトリック」("The Match")
- 1942年 "The 9.50 Up Express" - ラジオドラマ。
- 1945年 "James Alcorn's Oversight" - 非シリーズもの。
- 1945年 "Murder by Deputy" - 非シリーズもの。
- 1949年 "During the Night" - 『二つの密室』を原作とする舞台劇。
- 1952年 「指紋の罠」("Fingerprints")
- 1952年 「撃ち損ない」("The Faulty Stroke")
- 1952年 「重罪犯のチームワーク」("Teamwork Felonious")
- 1953年 「暗い川面」("Dark Waters")
- 1953年 「標的」("The Target")

なお、1933年発表の"Nemesis"という詳細不明の作品は、『クロフツ短編集1』収録の「スーツケース」と同じ作品である旨が確認されている（The 9.50 Up Express and Other Stories巻末資料）。

### その他
- 1935年　Meet Chief-Inspector French（フレンチ首席警部をご紹介）[2]
- 1949年　『四つの福音書の物語』（The Four Gospels in One Story） - 非ミステリ（宗教書）。

### リレー作品
- 1931年 『漂う提督』（The Floating Admiral）- 第8章を担当。
- 1931年 『ザ・スクープ』（The The Scoop, and Behind the Screen）- 第6章・第11章を担当。
- 1939年 『ホワイトストーンズ荘の怪事件』（Double Death） - 第2章を担当。